# Givatayim
Givatayim (Hebreeuws: גִּבְעָתַיִם) is een stad in Israël, ten oosten van Tel Aviv. De naam betekent 'tussen twee heuvels', en dit geeft de ligging van de stad aan. In 2022 had de stad ongeveer 62.000 inwoners. De stad werd in 1922 gesticht, en kreeg pas in 1959 de stadsstatus. Onder de grond kunnen nog resten liggen van de Palestijnse vestiging Masjad al-Khayriyya, verwoest tijdens de Israëlische onafhankelijkheidsoorlog.

## Geboren
- Izhar Cohen (1951), zanger en theateracteur
- Mickey Rosenthal (1955), onderzoeksjournalist en politicus
- Tzipora Obziler (1973), voormalig professioneel tennisspeelster
- Oded Katash (1974), oud-basketballer en voormalig basketbaltrainer

## Overleden
- Hezy Leskly (1952-1994), dichter en kunstenaar